# Bolívia megyéinek zászlói
Ez a galéria Bolívia megyéinek zászlóit mutatja be.

Beni
Beni
Cochabamba
La Paz
Oruro
Pando
Potosí
Santa Cruz
Tarija